# (22250) Konstfrolov
(22250) Konstfrolov – planetoida z pasa głównego asteroid okrążająca Słońce w ciągu 4 lat i 62 dni w średniej odległości 2,59 j.a. Została odkryta 7 września 1978 roku. Przed nadaniem nazwy planetoida nosiła oznaczenie tymczasowe (22250) 1978 RD2.